# Línea Naranja del Metro de Brasilia
La Línea Naranja: Central ↔ Samambaia es una de las líneas del Metro de Brasilia.

## Estaciones
| Sigla | Estación                  | Inauguración | Comentarios                                                           |
| ----- | ------------------------- | ------------ | --------------------------------------------------------------------- |
| ---   | Central                   | 2001         | Integración gratuita con la Línea Verde del Metro.                    |
| ---   | Galeria                   | 2001         | Integración gratuita con la Línea Verde del Metro.                    |
| ---   | 102 Sul                   | 2009         | Integración gratuita con la Línea Verde del Metro.                    |
| ---   | Estación 104 Sul          | futuro       | En estudio, futura integración gratuita con la Línea Verde del Metro. |
| ---   | Estación 106 Sul          | 2020         | Integración gratuita con la Línea Verde del Metro.                    |
| ---   | Estación 108 Sul          | 2008         | Integración gratuita con la Línea Verde del Metro.                    |
| ---   | Estación 110 Sul          | 2020         | Integración gratuita con la Línea Verde del Metro.                    |
| ---   | Estación 112 Sul          | 2009         | Integración gratuita con la Línea Verde del Metro.                    |
| ---   | Estación 114 Sul          | 2001         | Integración gratuita con la Línea Verde del Metro.                    |
| ---   | Estación Terminal Asa Sul | 1994         | Integración gratuita con la Línea Verde del Metro.                    |
| ---   | Estación Shopping         | 2001         | Integración gratuita con la Línea Verde del Metro.                    |
| ---   | Estación Feira            | 2001         | Integración gratuita con la Línea Verde del Metro.                    |
| ---   | Estación Guará            | 2010         | Integración gratuita con la Línea Verde del Metro.                    |
| ---   | Estación Arniqueiras      | 2002         | Integración gratuita con la Línea Verde del Metro.                    |
| ---   | Estación Águas Claras     | 2001         | Integración gratuita con la Línea Verde del Metro.                    |
| ---   | Taguatinga Sul            | 2001         |                                                                       |
| ---   | Furnas                    | 2006         |                                                                       |
| ---   | Samambaia Sul             | 2002         |                                                                       |
| ---   | Terminal Samambaia        | 2001         |                                                                       |